# Ignaz von Rudhart
Ignaz von Rudhart (en grec : Ιγνάτιος φον Ρούντχαρτ), né le 11 mars 1790 à Weismain, dans l'électorat de Bavière, et décédé le 18 mai 1838 à Trieste, en royaume d'Illyrie, est un avocat, fonctionnaire et homme d'État bavarois. Il est Premier ministre de Grèce sous le règne du roi Othon Ier.
Titulaire d'un doctorat en droit de l'Université de Munich, il est élu de nombreuses fois à la Chambre de Bavière (en 1825, 1828 et 1831) où ses talents d'orateur sont reconnus. Membre de l'Académie bavaroise des sciences et des lettres, il est l'auteur de plusieurs ouvrages.
Anobli par le roi de Bavière en 1832, il accompagne le fils de ce dernier et est nommé Premier ministre en 1837 après la chute du gouvernement von Armansperg.
Critiquant très ouvertement le roi sur sa politique de centralisation des pouvoirs, il tombe en disgrâce et doit démissionner.
Il meurt lors de son voyage de retour en 1838.